# Сегнетоэлектрик

Поляризация линейного диэлектрика

Параэлектрическая поляризация

Сегнетоэлектрическая поляризация

Сегнетоэле́ктрик (в зарубежной литературе распространено название «ферроэлектрик») — материал, обладающий спонтанной поляризацией, ориентацию которой можно изменить посредством внешнего электрического поля. Такие вещества обладают сегнетоэлектрическим гистерезисом, когда поляризация материала зависит неоднозначно от внешнего электрического поля и определяется предысторией поляризации.
Сегнетоэлектрические фазовые переходы часто характеризуются либо деформационным переходом, (например, в  титанате бария BaTiO3), либо переходом типа «порядок — беспорядок» (например, в нитрите натрия NaNO2), хотя часто фазовые переходы в сегнетоэлектриках демонстрируют элементы обоих типов поведения.
В титанате бария — типичном сегнетоэлектрике — происходит переход со смещением (изменение положения атома в элементарной ячейке без деформации кристалла), который можно понять с точки зрения поляризационной катастрофы, при которой, если ион немного смещается из состояния равновесия, сила локальных электрических полей, создаваемых ионами в кристалле, увеличивается быстрее, чем упруго-восстанавливающие равновесие силы. Это приводит к асимметричному смещению положений равновесных ионов и, следовательно, к постоянному дипольному моменту элементарной ячейки. Ионное смещение в титанате бария - это положение иона титана в кислородной октаэдрической ячейке кристаллической решетки.
В титанате свинца, другом важном сегнетоэлектрическом материале при схожей c титанатом бария кристаллической структуре, механизм возникновения сегнетоэлектричества имеет более сложную природу, а взаимодействия между ионами свинца и кислорода также играют важную роль.
В сегнетоэлектрике с переходом «порядок — беспорядок» для каждой элементарной ячейки существует дипольный момент, но при высоких температурах диполи направлены хаотически. При понижении температуры ниже точки фазового перехода диполи упорядочиваются и все они выстраиваются в одном направлении внутри сегнетоэлектрического домена.
Важным сегнетоэлектрическим материалом для промышленных применений является цирконат-титанат свинца (ЦТС), который представляет собой твёрдый раствор сегнетоэлектрического титаната свинца и антисегнетоэлектрического цирконата свинца. Для разных целей используются разные составы: для ячеек сегнетоэлектрической памяти предпочтительным является ЦТС, более близкий по составу к титанату свинца, тогда как в пьезоэлектрических применениях используются пьезоэлектрические коэффициенты с особенностями, связанные с морфотропной фазовой границей, которая близка к составу 50/50.
Для сегнетоэлектрических кристаллов часто наблюдается несколько температур фазовых перехода и гистерезис доменной структуры, как и для ферромагнитных кристаллов. Природа фазового перехода в некоторых сегнетоэлектрических материалах до сих пор не изучена.
В 1974 году Р. Б. Мейер использовал теорию симметрии и предсказал сегнетоэлектрические свойства жидких кристаллов, это свойство было подтверждено несколькими наблюдениями за поведением, связанным с сегнетоэлектричеством в хиральных наклонных смектических жидкокристаллических фазах.
Эта технология позволила создавать мониторы с плоским экраном. С 1994 по 1999 год массовое производство осуществляла компания Canon.
Сегнетоэлектрические жидкие кристаллы также используют в производстве отражающих проекторов LCoS.
В 2010 году Дэвид Филд обнаружил, что плёнки обычных химических веществ, таких как закись азота или пропан, также проявляют сегнетоэлектрические свойства. Этот новый класс сегнетоэлектрических материалов демонстрирует «спонтанную поляризацию», а также влияет на электрическую природу пыли в межзвёздной среде.
Среди других используемых сегнетоэлектрических материалов можно выделить триглицинсульфат, поливинилиденфторид (ПВДФ) и танталат лития.
Интерес также представляют материалы, которые сочетают одновременно сегнетоэлектрические и металлические свойства при комнатной температуре. Согласно исследованию, опубликованному в 2018 году в Nature Communications, учёные смогли создать двумерную плёнку такого материала, который был одновременно «сегнетоэлектрическим» (имел полярную кристаллическую структуру) и проводил электричество.